# K-100 (군용 차량)
K-100은 쌍용자동차에서 코란도를 기반으로 생산한 군용 SUV이다.

## 상세
생산은 1975년에 시작되었으며, 기아 복사를 기반으로 제작된 1¼톤 트럭인 K-300과 더불어 군용차 국산화로 도입된 최초의 ¼톤 차량이다. 이후 기아자동차에서 생산한 K-111이 보급되기 시작한 년도인 1978년까지 생산되었다.